# Partito Popolare Italiano

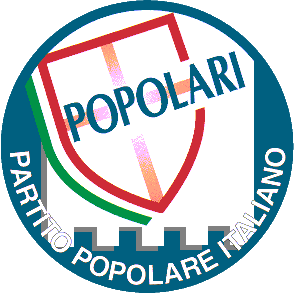
Logo

Partito Popolare Italiano (Italiaanse Volkspartij) was een Italiaanse centrumlinkse christendemocratische politieke partij. In 2002 is deze partij onderdeel geworden van de nieuw gevormde politieke alliantie La Margherita.
De PPI werd in 1994 opgericht als voortzetting van de door corruptieschandalen ten onder gegane Democrazia Cristiana (Christen Democraten). Spoedig na de oprichting van de PPI scheidde de rechtervleugel van de partij zich af en stichtte een conservatief christendemocratische partij. De linkervleugel bleef binnen de PPI en sindsdien was de PPI een centrumlinkse en reformistische katholieke (christendemocratische) partij en maakte zij deel uit van de centrumlinkse L'Ulivo (Olijfboom Coalitie) van progressieve partijen. Van 1996 tot 1998 vormde L'Ulivo een regering onder leiding van Romano Prodi.
De PPI beschouwde zich de erfgenaam van de in 1919 opgerichte antifascistische en progressieve Partito Popolare van de priester Don Luigi Sturzo, wiens partij in 1926 werd verboden door Mussolini.